# Mazzola (Francia)
Mazzola (in corso A Mazzola) è un comune francese di 25 abitanti situato nel dipartimento dell'Alta Corsica nella regione della Corsica.

## Società

### Evoluzione demografica
Abitanti censiti